# Myren og græshoppen
|  | Denne artikel er oprettet af botten Steenthbot ud fra en ekstern database. Den kan derfor have sproglige fejl eller mangler. Denne skabelon kan fjernes efter kontrol af indholdet. |

Myren og græshoppen er en animationsfilm fra 2020 instrueret af Marina Andree Škop.

## Handling
Forfatter Heinrich Christensen har gendigtet en række af Æsops klassiske fabler i en mere moderne ramme under den fælles titel 'Let’s Play A Story'.
Fablerne er indtalt af Caspar Phillipson.